# 586003 Monspartsarolta
586003 Monspartsarolta è un asteroide della fascia principale. Scoperto nel 2016, presenta un'orbita caratterizzata da un semiasse maggiore pari a 3,005687 UA e da un'eccentricità di 0,153332, inclinata di 6,383966° rispetto all'eclittica.